# Inari (miejscowość)
Inari (skolt Aanar, północnolapoński Anár, szw. Enare) – największa miejscowość w gminie o tej samej nazwie położonej w Laponii na północy Finlandii, około 320 km na północ od koła podbiegunowego. Administracyjnie miejscowość położona jest w regionie Laponia, podregionie Pohjois-Lapi.
Położona jest na zachodnim brzegu jeziora Inari w miejscu, gdzie wpływa do niego rzeka Juutua. Pierwsze ślady ludzkie pochodzą sprzed kilku tysięcy lat. Jednak osada powstawała bardzo wolno ze stopniowego przekształcania się miejsca handlu miejscowej ludności. Jako jednostka administracyjna utworzona w 1876, szybko stała się centrum dla rozproszonej ludności. W 2005 roku Inari liczyło 459 mieszkańców, jednak w szczycie sezonu letniego przebywa tu do 4000 ludzi.
W miejscowości zlokalizowana jest przystań dla łodzi oraz wodnosamolotów. Na granicy miejscowości znajduje się skansen i muzeum Lapończyków (Sámi Museum) – Muzeum Siida oraz drewniany kościół z 1951 roku.

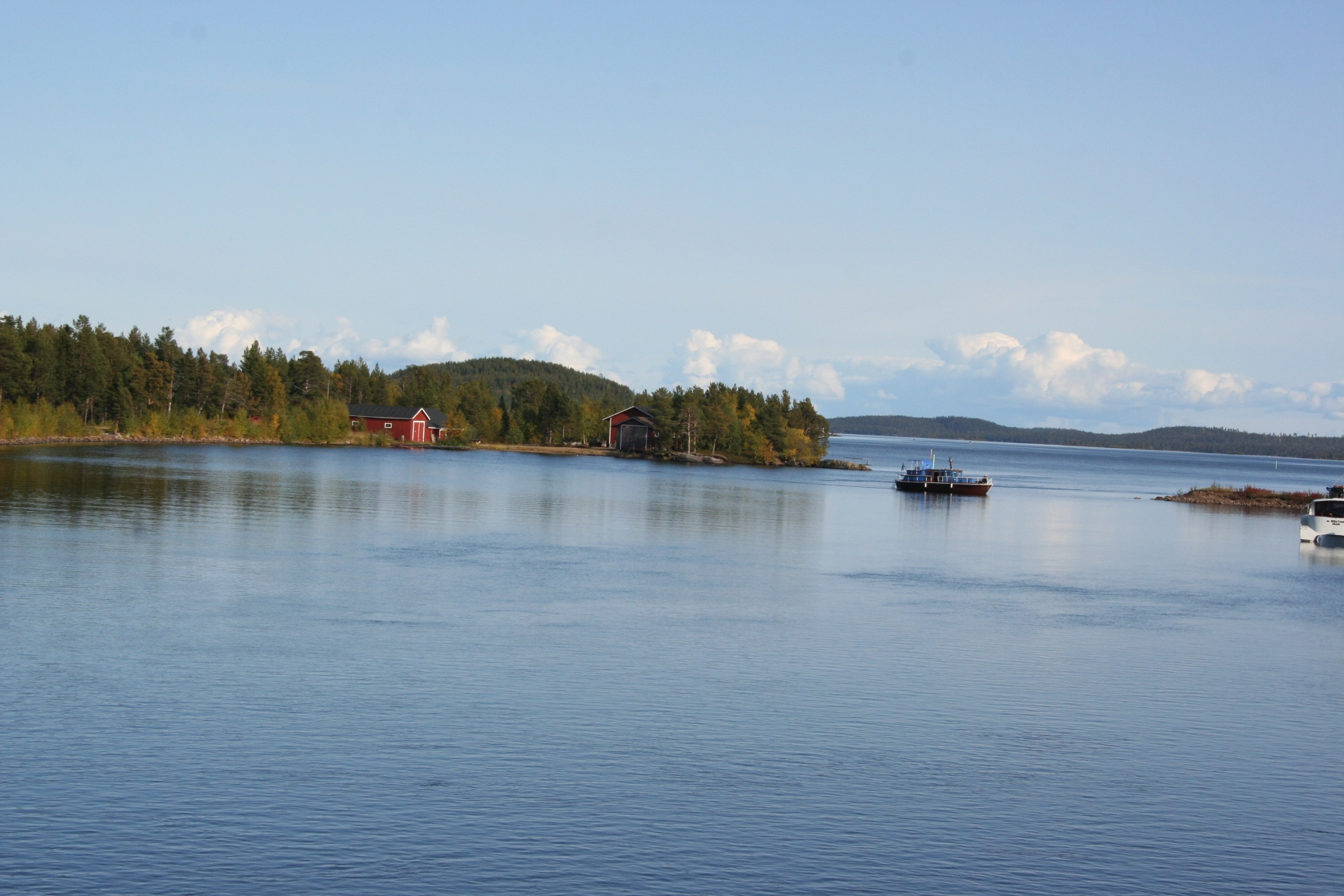
Ujście rzeki Juutua do jeziora Inari

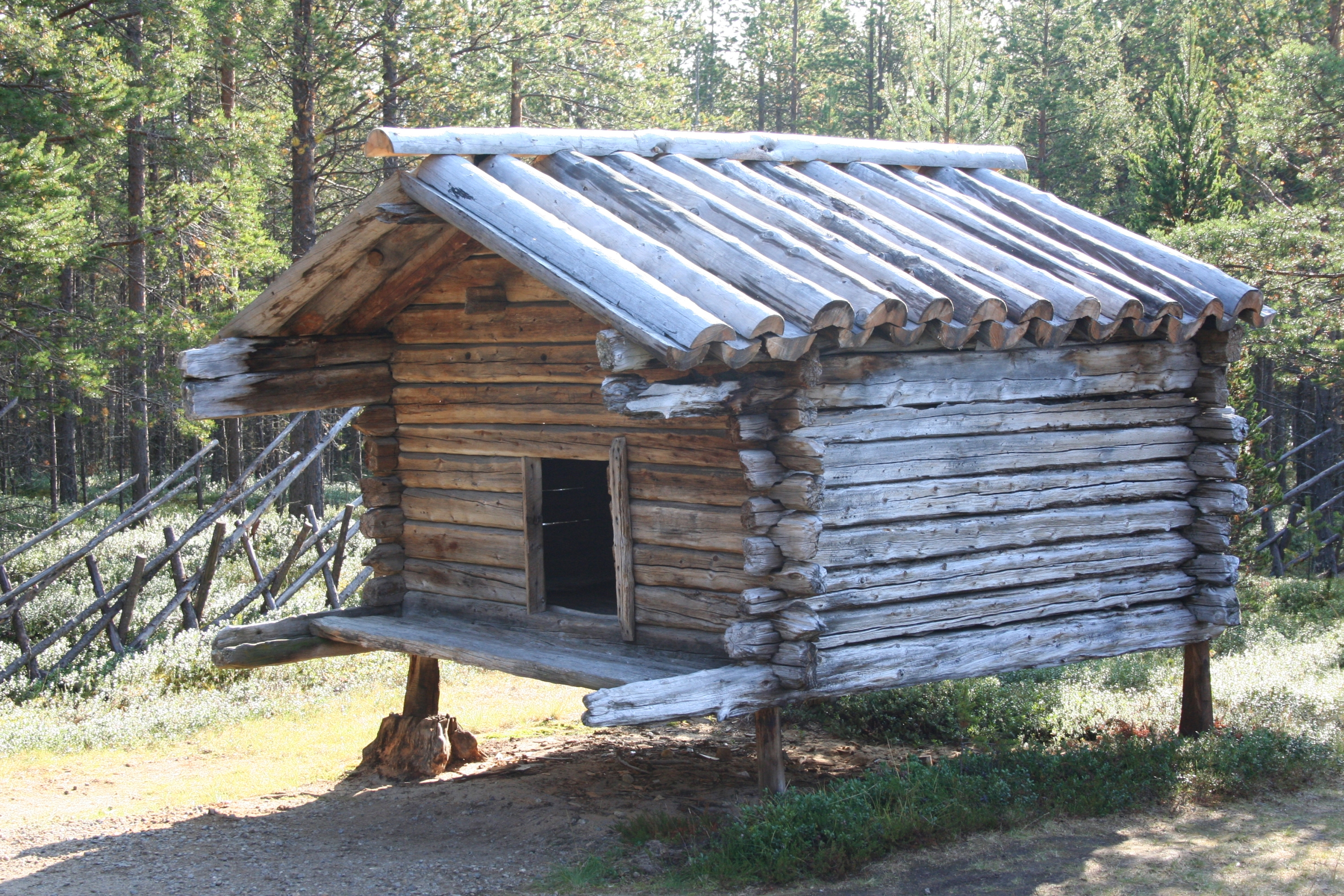
Spiżarka w muzeum Lapończyków w Inari